# Lacour-d'Arcenay
Lacour-d'Arcenay är en kommun i departementet Côte-d'Or i regionen Bourgogne-Franche-Comté i östra Frankrike. Kommunen ligger i kantonen Précy-sous-Thil som tillhör arrondissementet Montbard. År 2022 hade Lacour-d'Arcenay 108 invånare.

## Befolkningsutveckling
Antalet invånare i kommunen Lacour-d'Arcenay
Referens:INSEE